# St. Croix County
Das St. Croix County ist ein County im US-amerikanischen Bundesstaat Wisconsin. Im Jahr 2020 hatte das County 93.536 Einwohner und eine Bevölkerungsdichte von 50 Einwohnern pro Quadratkilometer. Der Verwaltungssitz (County Seat) ist Hudson, das nach dem Hudson River benannt wurde.
Das St. Croix County ist Bestandteil der Metropolregion Minneapolis - Saint Paul.

## Geografie
Das County liegt im Nordwesten von Wisconsin und grenzt im Westen an Minnesota, getrennt durch den St. Croix River, der die natürliche Grenze bildet. Es hat eine Fläche von 1906 Quadratkilometern, wovon 36 Quadratkilometer Wasserfläche sind. An das St. Croix County grenzen folgende Nachbarcountys:
|                               | Polk County   | Barron County |
| Washington County (Minnesota) |               | Dunn County   |
|                               | Pierce County |               |

## Geschichte
Das St. Croix County wurde 1840 als Original-County aus Teilen des Wisconsin-Territorium gebildet. Benannt wurde es nach dem St. Croix River an der westlichen Grenze des Countys. Die Herkunft von dessen Namen ist umstritten. Eine Theorie geht vom Namen eines französischen Entdeckers namens St. Croix aus, eine andere besagt, dass der belgische Franziskanerpater Louis Hennepin den Fluss nach dem Heiligen Kreuz (franz.: St. Croix) benannte.

## Demografische Daten
Nach der Volkszählung im Jahr 2010 lebten im St. Croix County 84.345 Menschen in 31.986 Haushalten. Die Bevölkerungsdichte betrug 45,1 Einwohner pro Quadratkilometer. In den 31.986 Haushalten lebten statistisch je 2,59 Personen.
Ethnisch betrachtet setzte sich die Bevölkerung zusammen aus 96,5 Prozent Weißen, 0,7 Prozent Afroamerikanern, 0,5 Prozent amerikanischen Ureinwohnern, 1,1 Prozent Asiaten sowie aus anderen ethnischen Gruppen; 1,3 Prozent stammten von zwei oder mehr Ethnien ab. Unabhängig von der ethnischen Zugehörigkeit waren 2,1 Prozent der Bevölkerung spanischer oder lateinamerikanischer Abstammung.
26,8 Prozent der Bevölkerung waren unter 18 Jahre alt, 62,8 Prozent waren zwischen 18 und 64 und 10,4 Prozent waren 65 Jahre oder älter. 50,0 Prozent der Bevölkerung war weiblich.

Das jährliche Durchschnittseinkommen eines Haushalts lag bei 68.513 USD. Das Pro-Kopf-Einkommen betrug 31.895 USD. 7,1 Prozent der Einwohner lebten unterhalb der Armutsgrenze.

## Ortschaften im St. Croix County
Citys
- Glenwood City
- Hudson
- New Richmond
- River Falls1

Villages
| - Baldwin - Deer Park - Hammond - North Hudson | - Roberts - Somerset - Spring Valley1 - Star Prairie | - Wilson - Woodville |

Census-designated places (CDP)
- Emerald
- Houlton

Andere Unincorporated Communities
| - Boardman - Burkhardt - Burkhardt Station - Centerville - Cylon | - Dahl - Erin Corner - Forest - Glover - Hatchville2 | - Hersey - Huntington - Jewett - Johannesburg - Northline | - Palmer - Sono Junction - Stanton - Viking1 - Wildwood |

1 – teilweise im Pierce County

2 – teilweise im Dunn und im Pierce County

## Gliederung
Das St. Croix County ist neben den 14 selbständigen Gemeinden (Citys, Villages) in 21 Towns eingeteilt:
| Town                 | Einwohner (2010) | FIPS     |
| -------------------- | ---------------- | -------- |
| Town of Baldwin      | 928              | 55-04425 |
| Town of Cady         | 821              | 55-11775 |
| Town of Cylon        | 683              | 55-18300 |
| Town of Eau Galle    | 1139             | 55-22400 |
| Town of Emerald      | 853              | 55-23925 |
| Town of Erin Prairie | 688              | 55-24275 |
| Town of Forest       | 629              | 55-26525 |

| Town                    | Einwohner (2010) | FIPS     |
| ----------------------- | ---------------- | -------- |
| Town of Glenwood        | 785              | 55-29600 |
| Town of Hammond         | 2102             | 55-32350 |
| Town of Hudson          | 8461             | 55-36275 |
| Town of Kinnickinnic    | 1722             | 55-39825 |
| Town of Pleasant Valley | 515              | 55-63425 |
| Town of Richmond        | 3272             | 55-67650 |
| Town of Rush River      | 508              | 55-70200 |

| Town                 | Einwohner (2010) | FIPS     |
| -------------------- | ---------------- | -------- |
| Town of St. Joseph   | 3842             | 55-70825 |
| Town of Somerset     | 4036             | 55-74700 |
| Town of Springfield  | 932              | 55-75950 |
| Town of Stanton      | 900              | 55-76675 |
| Town of Star Prairie | 3504             | 55-76850 |
| Town of Troy         | 4705             | 55-80800 |
| Town of Warren       | 1591             | 55-83400 |

Die selbständigen Gemeinden Glenwood City, Hudson, New Richmond, Baldwin, Hammond, Somerset und Star Prairie sind nicht mit den jeweils gleichnamigen Towns identisch.